# Vitreux
Vitreux – miejscowość i gmina we Francji, w regionie Burgundia-Franche-Comté, w departamencie Jura.
Według danych na rok 1990 gminę zamieszkiwały 174 osoby, a gęstość zaludnienia wynosiła 22 osoby/km² (wśród 1786 gmin Franche-Comté Vitreux plasuje się na 570. miejscu pod względem liczby ludności, natomiast pod względem powierzchni na miejscu 571.).